# Marionetas de Lisboa
Marionetas de Lisboa é uma associação cultural dedicada à promoção e divulgação da arte da marioneta, produzindo e apresentando espectáculos com variados estilos e técnicas, tendo sido o seu espectáculo de estreia D. Quixote em 1985, apresentado na sala polivalente do ACARTE da Fundação Gulbenkian, em Lisboa, numa adaptação, por Norberto Ávila, do texto de António José da Silva, O Judeu (século XVIII).
Foi fundada por José Carlos Barros, Ildeberto Gama, Norberto Ávila e Alberto Villar, entre outros. Outros dos seus espectáculos com grande sucesso foram O Romance da Raposa, de Aquilino Ribeiro; Auto da Barca do Inferno e Auto da Índia, de Gil Vicente; As Histórias de Hakim, de Norberto Ávila; A Dama Pé-de-cabra, de  Alexandre Herculano ou Histórias Contadas de La Fontaine e A travessia.